# Helicoverpa prepodes
Helicoverpa prepodes är en fjärilsart som beskrevs av Ralph S. Common 1985. Helicoverpa prepodes ingår i släktet Helicoverpa och familjen nattflyn. Inga underarter finns listade i Catalogue of Life.